# 古斯塔夫·桑德拉
古斯塔夫·桑德拉（法語：Gustave Sandras，1872年2月24日—1951年6月21日），生于克鲁瓦，法国男子竞技体操运动员。他曾获得1900年夏季奥运会体操比赛男子个人全能金牌。他于1951年去世，享年79岁。